# Neopomacentrus anabatoides
 Neopomacentrus anabatoides és una espècie de peix de la família dels pomacèntrids i de l'ordre dels perciformes.

## Morfologia
Els mascles poden assolir els 10,5 cm de longitud total.

## Distribució geogràfica
Es troba des de les Filipines fins a Indonèsia, Salomó i Nova Caledònia.